# Kyōko Hamaguchi
Pour les articles homonymes, voir Hamaguchi.
Kyōko Hamaguchi (浜口 京子, Hamaguchi Kyōko) est une lutteuse japonaise née le 11 janvier 1978 à Taitō.
Elle est le porte-drapeau du Japon aux Jeux olympiques d'été de 2004.

## Palmarès

### Jeux olympiques
- Médaille de bronze dans la catégorie des moins de 72 kg en 2008 à Pékin
- Médaille de bronze dans la catégorie des moins de 72 kg en 2004 à Athènes

### Championnats du monde
- Médaille d'or dans la catégorie des moins de 72 kg en 2003 à New York
- Médaille d'or dans la catégorie des moins de 72 kg en 2002 à Chalcis
- Médaille d'or dans la catégorie des moins de 75 kg en 1999 à Boden
- Médaille d'or dans la catégorie des moins de 75 kg en 1998 à Poznań
- Médaille d'or dans la catégorie des moins de 75 kg en 1997 à Clermont-Ferrand
- Médaille d'argent dans la catégorie des moins de 72 kg en 2006 à Canton
- Médaille d'argent dans la catégorie des moins de 72 kg en 2005 à Budapest
- Médaille de bronze dans la catégorie des moins de 72 kg en 2010 à Moscou
- Médaille de bronze dans la catégorie des moins de 72 kg en 2008 à Tokyo
- Médaille de bronze dans la catégorie des moins de 72 kg en 2000 à Sofia

### Championnats d'Asie
- Médaille d'or dans la catégorie des moins de 72 kg en 2008 à Jeju
- Médaille d'or dans la catégorie des moins de 72 kg en 2007 à Bichkek
- Médaille d'or dans la catégorie des moins de 72 kg en 2006 à Almaty
- Médaille d'or dans la catégorie des moins de 72 kg en 2004 à Tokyo
- Médaille d'or dans la catégorie des moins de 70 kg en 1996 à Xiaoshan
- Médaille de bronze dans la catégorie des moins de 72 kg en 2011 à Tachkent

### Jeux asiatiques
- Médaille d'or dans la catégorie des moins de 72 kg en 2002 à Pusan
- Médaille d'argent dans la catégorie des moins de 72 kg en 2006 à Doha
- Médaille de bronze dans la catégorie des moins de 72 kg en 2010 à Canton

### Jeux d'Asie du Sud-Est
- Médaille d'or dans la catégorie des moins de 75 kg en 2001 à Kuala Lumpur